# ホンバン区
ホンバン区（ホンバンく、ベトナム語：Quận Hồng Bàng / 郡鴻龐）は、ベトナム社会主義共和国のハイフォン市に存在する区 (郡)。面積は14.5 km²、人口は172,310人（2018年）である。

## 行政
ホンバン区は9の坊を管轄している。
- ソダウ（Sở Dầu / 所喩）
- フンヴオン（Hùng Vương / 雄王）
- ミンカイ（Minh Khai / 明開）
- ホアンヴァントゥー（Hoàng Văn Thụ / 黄文樹）
- ファンボイチャウ（Phan Bội Châu / 潘佩珠）
- クアントアン（Quán Toan / 館算）
- ハリー（Hạ Lý / 下里）
- トゥオンリー（Thượng Lý / 上里）
- チャイチュオイ（Trại Chuối / 寨桎）